# Лимфа
Ли́мфа (от лат. lympha «чистая вода», «влага») — компонент внутренней среды организма человека, разновидность соединительной ткани, представляющая собой прозрачную жидкость. Выделяющаяся из мелких ран. В просторечии называется сукровица.

## Основные сведения
Лимфа представляет собой прозрачную вязкую желтоватую жидкость, в которой нет эритроцитов, но много лимфоцитов. Ток лимфы происходит снизу вверх, от кончиков пальцев рук и ног до грудного лимфатического протока. Лимфатическая жидкость движется за счёт сокращения окружающих мышц и наличия в лимфатических протоках клапанов, предотвращающих обратный ход лимфы. Из лимфатических капилляров лимфа поступает в лимфатические сосуды, а затем — в протоки и стволы: слева — в грудной проток (самый большой проток), левый яремный и левый подключичный стволы; справа — в правый лимфатический проток, правый яремный и правый подключичный стволы. Протоки и стволы впадают в крупные вены шеи, а затем — в верхнюю полую вену. На пути лимфатических сосудов расположены лимфатические узлы, выполняющие барьерную и иммунную роль.
Процесс прохождения лимфы от органов и тканей до венозной крови через лимфоузлы называется лимфодренажем. При нарушении лимфодренажа в результате повреждения, сужения или недостаточной проходимости лимфатических сосудов возникает застой лимфы, который может приводить к заболеванию — лимфостазу.

## Функция
Функция лимфы — возвращение белков, воды, солей, токсинов и метаболитов из тканей в кровь для последующей утилизации.
Основные функции лимфы:
- возврат электролитов, белков и воды из межклеточного пространства в кровяное русло;
- обеспечение образования максимально концентрированной мочи (при нормальном лимфообращении);
- перенос многих веществ, всасываемых в органах пищеварения, в том числе жиров;
- отдельные ферменты (например, липаза или гистаминаза) могут попадать в кровь только через лимфатическую систему (метаболическая функция);
- сбор из тканей эритроцитов, которые там накапливаются после травм, а также ядов и бактерий (защитная функция);
- обеспечение связи между органами и тканями, а также лимфоидной системой и кровью;
- поддержание постоянной микросреды клеток (гомеостатическая функция).

В организме человека содержится 2-4 литра лимфы. Лимфатическая система участвует в создании иммунитета, в защите от болезнетворных микробов и вирусов. По лимфатическим сосудам при обезвоживании и общем снижении защитных сил иммунитета возможно распространение паразитов: простейших, бактерий, вирусов, грибков и др., что называют лимфогенным путём распространения инфекции, инвазии. Также, по лимфатическим сосудам возможно перемещение злокачественных клеток — лимфогенное метастазирование, во многих случаях первые метастазы злокачественной опухоли обнаруживаются в регионарных лимфоузлах.